# Полегенько Павло Ігорович
Павло́ І́горович Полеге́нько (нар. 6 січня 1995, Чернігів) — український футболіст, правий захисник українського клубу «Карпати».

## Біографія

### Ранні роки
Павло Полегенько народився в Чернігові. Із шести років почав займатися футболом, спочатку просто у своє задоволення тренувався і грав за свою школу, а через кілька місяців батьки відвели його у футбольну секцію, яка працювала при спортивній міській школі. Перші кроки у футболі Полегенько робив у чернігівській «Юності», де тренувався під керівництвом свого першого дитячого тренера Олександра Олександровича Устенко, що раніше тренував майбутнього найкращого футболіста України Андрія Ярмоленка.
Улітку 2006 року Павло у складі «Юності» приїхав до Києва на матч проти «Динамо», який проходив у манежі тренувальної бази в Конча-Заспі. Після гри футболіст отримав запрошення пройти збори з «Динамо», за результатами яких півзахисника залишили в команді.
У «Динамо» тренерами Полегенька стали Олександр Шпаков та Олексій Дроценко. У наступні роки Полегенько разом із командою тричі вигравав чемпіонат України в ДЮФЛ, неодноразово перемагав у чемпіонатах Києва й Кубку міста, а також ставав переможцем багатьох міжнародних дитячо-юнацьких турнірів.

### «Динамо»
Після випуску з Академії влітку 2012 року Полегенько в числі найбільш здібних і перспективних хлопців опинився в команді Валентина Белькевича, що готувалася до старту першої, історичної першості України U-19. Тут він вийшов на перші ролі, провівши в сезоні 2012/13 26 матчів із 28 й забивши в них сім м'ячів, а команда впевнено стала чемпіоном ще за тур до кінця змагань.
З нового сезону, коли Валентин Белькевич очолив молодіжну команду (U-21), Полегенько почав виступати за неї, ставши капітаном «Динамо» (U-21) і провівши там два сезони.

### «Говерла»
Улітку 2015 року разом із групою інших гравців «Динамо» перейшов в оренду в ужгородську «Говерлу». У Прем'єр-лізі дебютував 19 липня 2015 року в матчі першого туру чемпіонату проти дніпропетровського «Дніпра» (1:1), у якому вийшов на заміну на 80 хвилині замість іншого «динамівця» Віталія Гемеги. Усього за «Говерлу» провів 3 зустрічі в чемпіонаті й 1 в Кубку України, у всіх чотирьох іграх виходив на заміну, загалом провівши на полі 100 хвилин у Прем'єр-лізі і 37 у Кубку.

### «Динамо-2»
На початку вересня 2015 року повернувся в «Динамо» і приєднався до фарм-клубу киян «Динамо-2», який виступав у Першій лізі, де дебютував 6 вересня в виїзному матчі проти харківського «Геліоса», вийшовши на заміну замість Михайла Удода на 82-й хвилині зустрічі. За другу динамівську команду виступав до її розформування в червні 2016 року.

### «Зірка»
16 вересня 2016 року стало відомо, що Полегенько підписав контракт із кропивницькою «Зіркою». Перший матч у новій команді провів 25 вересня 2016 року, на 87-й хвилині замінивши Олексія Чичикова в домашньому матчі проти кам'янської «Сталі». 12 березня 2017 відзначився першим голом у Прем'єр-лізі, зі штрафного забив в ворота київського «Динамо». У 2018 році, після вильоту «Зірки» в першу лігу, покинув клуб.

### «Маріуполь»
18 червня 2018 року підписав контракт на два роки з «Маріуполем». Першу гру у футболці азовської команди хавбек провів 22 липня 2018 проти луганської «Зорі» і загалом за два сезони забив 1 гол за 38 матчів в чемпіонаті України. А також провів по 4 матчі в кваліфікації Ліги Європи і Кубку України. У серпні 2020 року покинув команду по завершенні контракту.

### «Десна»
17 вересня 2020 року підписав контракт з чернігівською «Десною».

### Збірна
Із 2012 року Полегенько виступав за збірні України різних вікових категорій.
2015 року у складі молодіжної збірної України віком до 20 років узяв участь у молодіжному чемпіонаті світу у Новій Зеландії, де був основним правим захисником і дійшов із командою до 1/8 фіналу.